# رينو ماثيوس
رينو ماثيوس، هي ممثلة هندية مثلت في العديد من الأفلام المالايالامية. تعمل أيضًا ضمن طاقم في طيران الإمارات في دبي.

## الحياة الشخصية
رينو هي الابنة الصغرى للزوجين ماثيوس وسانتاما من مدينة كوتايام بالهند. لدى رينو أخ أكبر يدعى جينو.

## الحياة العملية
كان الظهور الأول لرينو مع الممثل مامووتى في الفيلم المالايالامي «إيمانوئيل» (Immanuel) عام 2013، حيث لعبت دور «آنى» وهي زوجة من الطبقة الوسطى. شاركت مع ماموتى مرة أخرى عام 2014 في فيلم «سبح الرب» (Praise the Lord). كان إنتاجها التالى فيلم «اللصوص السبعة الجيدين» (Sapthamashree Thaskaraha) مع الممثل أنيل راداكريشنان مينون، وبعد ذلك «كتاب العمل» (Iyobinte Pustakam) مع أمل نيراد. أخر أعمالها كان فيلم «دائما وإلى الأبد» (Ennum Eppozhum) للمخرج ساسيان أنتيكاد وبطولة مهنلل ومانجو واريير. وقد توقفت عن التمثيل منذ ذلك الحين وهي حاليًا ضمن طاقم طيران الإمارات.

## الأفلام
| السنة | اسم الفيلم                                            | الدور             | ملاحظات   |
| ----- | ----------------------------------------------------- | ----------------- | --------- |
| 2006  | ضباب ديسمبر December Mist                             | نيشا فارغيز       | فيلم قصير |
| 2013  | إيمانوئيل Immanuel                                    | آني               |           |
| 2013  | خمس نساء جميلات 5 Sundarikal                          | الزوجة الطويلة    |           |
| 2014  | سبح الرب Praise the Lord                              | أنسي              |           |
| 2014  | اللصوص السبعة الجيدين Sapthamashree Thaskaraha        | سارة              |           |
| 2014  | كتاب العمل Iyobinte Pustakam                          | أناما             |           |
| 2015  | دائما وإلى الأبد Ennum Eppozhum                       | كالياني           |           |
| 2015  | لورد ليفنجستون 7000 كاندي Lord Livingstone 7000 Kandi | مادهوميتا كريشنان |           |

## وصلات خارجية
- رينو ماثيوس على موقع IMDb (الإنجليزية)
- رينو ماثيوس على موقع قاعدة بيانات الفيلم (الإنجليزية)